# Изкуството да бъдеш
Изкуството да бъдеш (на английски: The Art of Being) е книга от 1989 г. на немския психоаналитик Ерих Фром. Книгата е публикувана след смъртта на автора (1980). На български език е издадена за първи път през 1999 г. от издателство Кибеа. Самата книга е продължение на „Да имаш или да бъдеш“. Отделно „Изкуството да бъдеш“ е част от „Да имаш или да бъдеш“, но Ерих Фром решава да я отдели „защото смята, че книгата му може да бъде погрешно разбрана в смисъл, че всеки отделен човек трябва да се стреми единствено към духовно благоденствие чрез осъзнаване, развитие и анализ на самия себе си, без да променя икономическите реалности, които пораждат притежателния модус“.

## Книгата
- Ерих Фром, Изкуството да бъдеш, изд. Кибеа, 1999, ISBN 954-474-161-5